# 宮下正美
宮下 正美（みやした まさみ、1901年5月15日 - 1982年12月17日）は、日本の教育評論家、児童文学作家。男性。

## 略歴
長野県下伊那郡市田村（現高森町）生まれ。旧制飯田中学（長野県飯田高等学校）を経て、慶應義塾大学文学部心理学科卒。同幼稚舎教師を経て、戦後は小原國芳の湘南学園設立に参加し初代園長、杉野女子大学短期大学部教授。
自ら児童読物を多く書いたほか、教育指南書を著し、旧文部省の「幼稚園指導要綱」作成委員なども歴任した。
子に演劇評論家・「朝日ジャーナル」編集長の宮下展夫、ドイツ文学者・慶應義塾大学名誉教授の宮下啓三。

## 著書
- 『鏡のない国』文録社、1929
- 『南瓜爺さん』文録社、1929
- 『人買船』文録社、1929
- 『旅で見た自然界の不思議』文教書院、1932
- 『旅で見た動物の生活』文教書院、1931-32
- 『動物美談 感激繪話』1938、講談社の繪本
- 『児童読物の選び方』慶応出版社、1939
- 『二少年の冒険』一元社、1940
- 『室内の科学旅行』講談社、1941
- 『新選國民童話五六年向』鶴書房、1941
- 『ウ・オッタマ』大日本雄辯會講談社、1943
- 『ホセ・リサール』大日本雄辯會講談社、1944
- 『音の話』大日本雄弁会講談社、1947、少国民の科学
- 『旅で見た動物の生活 続』札幌講談社、1947
- 『小さな科学者』妙義出版社、1947
- 『ブーカー・ワシントン 黒人の父』第一月刊社、1948
- 『小さな社会学者 たのしい社会科』講談社、1949
- 『福沢諭吉 自由と文明の父』妙義出版社、1949
- 『新時代の家庭教育』日本教育出版社、1950
- 『小さな実験室』妙義出版社、1952
- 『小さな生物学者』妙義出版社、1952
- 『こどもの科学ものがたり』全12、ポプラ社、1956
- 『なぜなぜ理科 たのしい教室』1956、講談社の三年生文庫
- 『山をゆく歌』久米宏一絵、東都書房、1958
- 『学習なぜなぜ理科』 1〜6年、偕成社、1959
- 『消えた馬』久米宏一絵、東都書房、1959
- 『お母さまこそ最良の家庭教師 子どもを勉強好きにするコツ』東都書房、1960
- 『お母さまを困らせる子どもの質問』東都書房、1961
- 『子どもを伸ばす環境 それはお母さんがつくる』東都書房、1961
- 『日本のふしぎ』武部本一郎絵、偕成社、1961、少年少女ものがたり百科
- 『ふうちんと山犬』東都書房、1961
- 『数のふしぎ・形のなぞ』村岡青香絵、偕成社、1962、少年少女ものがたり百科
- 『小学一年生の勉強 入学準備から一年間の勉強計画』東都書房、1962
- 『現代ママの100の質問』実業之日本社、1963
- 『ひとりっ子・末っ子・多勢っ子 上手に伸ばすお母さんの相談相手』東都書房、1963
- 『お母さん、ボクこうしてほしいの ママのためのしつけのカギ』保健同人社、1964
- 『すばらしき三歳 お母さまのための子どものしつけ方』東都書房、1964
- 『あなたはどう考えるか 働く青少年のための書』東都書房、1965
- 『おはなし幼稚園 読んできかせる世界の童話』東都書房、1965
- 『すてきなパパ・すばらしいママ 成功している現代っ子のしつけ方』東都書房、1965
- 『子どもを良く育てるしかり方ほめ方』青い鳥社、1967
- 『人間関係を生かせ 青年と指導者への助言』青い鳥社、1968
- 『理科なぜ? なぜかな 1〜6年』偕成社、1968
- 『お話の仕方・聞かせ方 親と子の対話のコツ』青い鳥社、1969
- 『日本のふしぎ』偕成社、1969、少年少女ものがたり百科
- 『ふしぎなかずあそび』偕成社、1969、絵百科なぜとなに
- 『新しい職場の人間関係 とくに新入社員のために』青い鳥社、1970
- 『よい子を育てる環境 しつけのコツ,育てのカギ』佼成出版社、1970
- 『なぜなぜじてん 1ねんせい〜4年生』ポプラ社、1971
- 『狼に育てられた子カマラ 幼児の教育を考える』第三文明社、1972
- 『子どもは親の履歴書です あなたの子の性格を見ぬく法』三晃書房、1972
- 『てこずる子は期待できる あなたの子も優等生』三晃書房、1973
- 『日本神話ものがたり おはなし幼稚園』青い鳥社、1973
- 『まちがいだらけのしつけ』第三文明社、1973、TODAIのホーム・ブックス
- 『おはなしだいすき 5分間、読んできかせる世界の童話』講談社、1981
- 『キツネの親子 ケンとマッちんの動物記』1982、ポプラ社文庫

## 翻訳
- ジャック・ロンドン『白いきば物語』講談社、1955、名作物語文庫
- 『世界のなぞとふしぎ』ミラーほか 講談社、1966、少年少女世界の名著
- エクスタイン『野口英世伝』世界の名作図書館、講談社、1968

## 参考
- 『日本近代文学大辞典』講談社、1984